# Apistobuthus susanae
Espèce
Apistobuthus susanae est une espèce de scorpions de la famille des Buthidae.

## Distribution
Cette espèce se rencontre en Iran dans la province du Khouzistan et au Koweït.

## Description
Le mâle décrit par Navidpour et Lowe en 2009 mesure 88,00 mm et la femelle 91,00 mm.

## Étymologie
Cette espèce est nommée en l'honneur de Susan Finnegan.

## Publication originale
- Lourenço, 1998 : « A new species of Apistobuthus Finnegan, 1932 (Chelicerata, Scorpiones, Buthidae) from Iran. » Entomologische Mitteilungen aus dem Zoologischen Museum Hamburg, vol. 12, no 157, p. 237-244 (texte intégral).